# Suchyj Łyman
Suchyj Łyman (ukr. Сухий Лиман, ros. Сухой Лиман) – wieś na Ukrainie, w obwodzie odeskim, w rejonie odeskim. Od wschodu graniczy z Odessą.
Znajdują się tu trzy przystanki kolejowe na linii Odessa—Arcyz: 9 km, Suchyj Łyman i 13 km.